# 特長
| ウィキペディアには「特長」という見出しの百科事典記事はありません（タイトルに「特長」を含むページの一覧/「特長」で始まるページの一覧）。 代わりにウィクショナリーのページ「特長」が役に立つかもしれません。 |